# Општина Биркиш
Биркиш (рум. Birchiş) општина је у Румунији у округу Арад.
Oпштина се налази на надморској висини од 146 m.